# Zenon Konopka
Zenon Konopka (* 2. ledna 1981, Niagara Falls, Ontario Kanada) je bývalý profesionální hokejový útočník, který odehrál bezmála 350 utkání základní části v NHL za sedm klubů a podobný počet zápasu v nižší AHL.

## Hráčská kariéra
Konopka hrál juniorský hokej za Ottawu 67 v OHL od roku 1998 do roku 2002 a v roce 1999 s nimi vyhrál Memorial Cup champions. Nebyl draftován týmem NHL, ale týmem z ECHL Wheeling Nailers. Po třech letech v lize ECHL a AHL si zahrál debut v NHL a to v sezóně 2005-2006, odehrál 23 zápasů za Anaheim Mighty Ducks, poté se vrátil zpět do Portlandu v AHL, kde vedl ve všech bodováních play-off.
26. ledna 2007 přestoupil spolu s Curtisem Glencrossem do Columbus Blue Jackets výměnou za útočníky Marka Hartigana a Joe Motzka. Od té doby hrál za Columbus na farmě za tým Syracuse Crunch v AHL a občas byl povolán do týmu Columbus Blue Jackets. Konopka podepsal dvouletý kontrakt s týmem Tampa Bay Lightning.
2. července 2010 podepsal smlouvu s týmem New York Islanders jako volný hráč.
Od sezony 2012/13 hrál za Minnesota Wild, v průběhu sezony 2013/14 si jej z waiver listu stáhlo Buffalo Sabres, s nimiž ročník dohrál. V sezoně 2014/15 nastoupil k několika utkáním za polský Sanok.

## Ocenění a úspěchy
- 2001/2002 OHL Nejvíce asistencí (68 asistencí)
- 2009/2010 NHL Nejvíce trestných minut (265 trestných minut)

## Klubové statistiky
| Sezona    | Klub                           | Soutěž   | Základní část | Základní část | Základní část | Základní část | Základní část | Play off | Play off | Play off | Play off | Play off |
| Sezona    | Klub                           | Soutěž   | Z             | G             | A             | B             | TM            | Z        | G        | A        | B        | TM       |
| --------- | ------------------------------ | -------- | ------------- | ------------- | ------------- | ------------- | ------------- | -------- | -------- | -------- | -------- | -------- |
| 1998/1999 | Ottawa 67's                    | OHL      | 56            | 7             | 8             | 15            | 62            | 7        | 0        | 0        | 0        | 2        |
| 1999/2000 | Ottawa 67's                    | OHL      | 59            | 8             | 11            | 19            | 107           | 11       | 1        | 2        | 3        | 8        |
| 2000/2001 | Ottawa 67's                    | OHL      | 66            | 20            | 45            | 65            | 120           | 20       | 7        | 13       | 20       | 47       |
| 2001/2002 | Ottawa 67's                    | OHL      | 61            | 18            | 68            | 86            | 100           | 13       | 8        | 6        | 14       | 49       |
| 2002/2003 | Wheeling Nailers               | ECHL     | 68            | 22            | 48            | 70            | 231           | —        | —        | —        | —        | —        |
| 2002/2003 | Wilkes-Barre/Scranton Penguins | AHL      | 4             | 0             | 1             | 1             | 9             | —        | —        | —        | —        | —        |
| 2003/2004 | Idaho Steelheads               | ECHL     | 23            | 6             | 22            | 28            | 82            | 17       | 9        | 8        | 17       | 30       |
| 2003/2004 | Utah Grizzlies                 | AHL      | 43            | 7             | 4             | 11            | 198           | —        | —        | —        | —        | —        |
| 2004/2005 | Cincinnati Mighty Ducks        | AHL      | 75            | 17            | 29            | 46            | 212           | 12       | 3        | 3        | 6        | 26       |
| 2005/2006 | Portland Pirates               | AHL      | 34            | 18            | 26            | 44            | 57            | 19       | 11       | 18       | 29       | 46       |
| 2005/2006 | Mighty Ducks of Anaheim        | NHL      | 23            | 4             | 3             | 7             | 48            | —        | —        | —        | —        | —        |
| 2006/2007 | HC Lada Togliatti              | RSL      | 4             | 0             | 0             | 0             | 8             | —        | —        | —        | —        | —        |
| 2006/2007 | Portland Pirates               | AHL      | 42            | 11            | 24            | 35            | 97            | —        | —        | —        | —        | —        |
| 2006/2007 | Syracuse Crunch                | AHL      | 20            | 9             | 11            | 20            | 70            | —        | —        | —        | —        | —        |
| 2006/2007 | Columbus Blue Jackets          | NHL      | 6             | 0             | 0             | 0             | 20            | —        | —        | —        | —        | —        |
| 2007/2008 | Syracuse Crunch                | AHL      | 62            | 24            | 31            | 55            | 194           | 13       | 3        | 7        | 10       | 42       |
| 2007/2008 | Columbus Blue Jackets          | NHL      | 3             | 0             | 0             | 0             | 15            | —        | —        | —        | —        | —        |
| 2008/2009 | Norfolk Admirals               | AHL      | 70            | 17            | 40            | 57            | 186           | —        | —        | —        | —        | —        |
| 2008/2009 | Tampa Bay Lightning            | NHL      | 7             | 0             | 1             | 1             | 29            | —        | —        | —        | —        | —        |
| 2009/2010 | Tampa Bay Lightning            | NHL      | 74            | 2             | 3             | 5             | 265           | —        | —        | —        | —        | —        |
| celkem v  | celkem v                       | celkem v | 113           | 6             | 7             | 13            | 377           | —        | —        | —        | —        | —        |